# Sit de Lincoln
El sit de Lincoln (Melospiza lincolnii) és un petit ocell de la família dels passerèl·lids (Passerellidae) originari d'Amèrica del Nord. Nia a Alaska, Canadà i Estats Units, i a l'hivern migra al sud, arribant fins a Amèrica Central.
Aquest ocell està poc documentat per la seva naturalesa amagadissa i per tenir uns hàbits de reproducció només a les regions boreals.

## Descripció
Els adults tenen les parts superiors de color marró oliva amb ratlles fosques i un pit marró clar amb vetes fines, el ventre blanc i la gola blanca. Tenen un casquet marró amb una franja grisa al mig, ales de color marró oliva i una cua estreta. La cara és grisa amb les galtes marrons, bigoti marró clar i una línia ocular marró a través de l'ull amb un anell ocular estret. Els mascles i les femelles són iguals en plomatge. Són una mica semblants en aparença al sit cantaire, encara que més petits amb ratlles del pit més fines.
Els juvenils s'assemblen molt als juvenils dels sits d'aiguamolls amb el pit ratllat i sense el pit marró clar, però els sits de Lincoln rarament tenen un casquet unicolor com el sit d'aiguamolls.
Els adults mesuren entre 13 i 15 cm de longitud, pesen entre 17 i 19 g i d'envergadura fan entre 19 i 22 cm.

## Hàbitat i distribució
L'hàbitat de reproducció és les zones subalpines i muntanyoses del Canadà, Alaska i el nord-est i l'oest dels Estats Units tot i que són menys comuns a les parts orientals d'aquesta àrea. Es troben principalment en matolls humits, pantans arbustius i hàbitats dominats per molsa. Prefereixen ser a prop d'una coberta arbustiva densa i els nius són en forma de copa oberta i poc profunda ben amagats a terra sota la vegetació. A cotes més baixes, també es poden trobar en arbredes caducifolies mixtes, arbustos i salzes mixts i aiguamolls de pícea negra americana i tamarack. Utilitzen principalment el sòl i la base dels salzes per buscar menjar, mentre que utilitzen arbres alts i branques de salze per cantar.
Durant la migració, viuen en bardisses i matolls, especialment a les zones riberenques. Utilitzen terres baixes com les Grans Planes i la Gran Conca, així com hàbitats urbans i suburbans a la part est. El període de migració comença la segona quinzena de maig i dura fins a passat mig agost i mig setembre. Durant l'hivern els hàbitats meridionals inclouen boscos tropicals perennes i caducifolis, boscos àrids i humits de pins i roures, boscos pantanosos del Pacífic i matolls subtropicals àrids.
L'àrea d'hivernada s'estén des del sud dels Estats Units fins a Mèxic i el nord d'Amèrica Central; són migrants de pas per gran part dels Estats Units, excepte a l'oest. L'any 2010, es va observar per primera vegada un sit de Lincoln a la República Dominicana i també hi ha hagut diversos registres d'aquesta espècie a les regions muntanyoses d'Haití. No obstant això, el comportament amagadís d'aquest ocell i la seva preferència pels hàbitats densament coberts fa que sigui difícil descriure amb precisió la distribució completa d'aquesta espècie.

## Comportament

### Vocalitzacions
El sit de Lincoln és una espècie molt difícil d'observar; sovint no es veuen ni s'escolten fins i tot on són habituals. Gairebé només se sap que hi són quan els mascles canten i és un cant únic i dolç entre el gènere Melospiza amb freqüències variades i consisteix sovint en primer lloc en diverses notes introductòries ràpides i agudes que després entren en un trinat que comença baix, puja bruscament i després baixa. Similar al sit dels aiguamolls, el sit de Lincoln té un repertori de cants relativament curt amb una mitjana de 3,7 tipus de cants diferents per individu. No obstant això, el patró de cant és complex i multisíl·lab és comparable al d'un sit cantaire, mentre que el sit dels aiguamolls té un cant senzill i monosíl·lab. Canten amb més freqüència al matí i només al començament de l'època de reproducció abans de la incubació. Sovint canten mentre estan aturats a les perxes, així com durant el vol.
Aquest ocell té dos sons de crida: un és un agressiu i pla «tup» o «xip», mentre que l'altre és un brunzit suau i agut «zeet». En els mascles, aquest últim és sovint seguit pel cant. La crida «zeet» s'utilitza generalment sota una coberta densa, mentre que la crida «xip» s'utilitza mentre està aturat a les perxes per cridar l'atenció o durant trobades hostils. Ambdós crits s'utilitzen en la defensa del niu. També tenen una seqüència distinta, ronca i brunzida de crits «zrrr-zrrr-zrrr» que s'utilitza per a l'aparellament, durant les disputes territorials i quan té cura de la parella. Aquest últim comportament està molt més estudiat en el pardal roquer.

### Dieta
A l'hivern, la majoria de la dieta consisteix en petites llavors de males herbes i herbes i també mengen vertebrats terrestres si en tenen a l'abast. Durant l'època de reproducció, s'alimenten principalment d'artròpodes, com ara larves d'insectes, formigues, aranyes, escarabats, mosques, arnes, erugues, efímeres i altres. Els adults normalment mengen preses de nivells tròfics més alts com les aranyes, mentre que alimenten els seus pollets amb majors proporcions de material vegetal i preses de nivell tròfic inferior com llagostes. Principalment s'alimenten a terra si disposen d'una vegetació densa i, a l'hivern, de tant en tant poden utilitzar menjadores per a ocells. Agafen preses amb el bec mentre salten a terra i normalment s'empassen les preses senceres.

## Reproducció
Els mascles arriben al lloc de cria a mitjans o finals de maig i comencen a cantar per atreure una parella. A principis de juny, les femelles construeixen els nius a terra sota herba densa o coberta arbustiva, generalment dins d'un arbust de salze baix, bedoll de muntanya, o enfonsades en una depressió de molsa esfagna.[8] El seu niu és una copa ben coberta i poc profunda d'herbes o de carinyes. La mida de la posta és típicament de 3-5 ous que són de forma ovalada i de color entre verd pàl·lid i blanc verdós i marró vermellós tacat. Es posa un ou al dia i les femelles comencen a incubar els ous abans que s'acabi la posta, mentre que els mascles no coben. La incubació dura entre 12 i 14 dies. Les cries neixen altricials i abandonen el niu entre 9 i 12 dies després de l'eclosió, tot i que els seus pares els cuiden durant 2 o 3 setmanes més. Els pollss majoritàriament no volen el primer dia, però les seves habilitats de vol milloren ràpidament i als sis dies poden volar més de 10 metres d'una sola volada.
En el sit de Lincoln, la forma del bec del mascle es correlaciona amb la qualitat dels seus cants, amb una qualitat decreixent a mesura que disminueix la relació entre l'alçada del bec i l'amplada del bec. Això afecta l'èxit reproductiu perquè la qualitat del cant influeix en les preferències d'aparellament femení. Els mascles que es desclouen més tard en l'època de reproducció, tendeixen a tenir formes de bec que són menys adequades per produir cants que atreguin les femelles i, per tant, tenen un èxit reproductiu més baix.

## Taxonomia
L'espècie va ser nomenada per John James Audubon durant un viatge a Nova Escòcia en 1834, en honor del seu amic Thomas Lincoln, de Dennysville, Maine. Lincoln va disparar l'ocell en una expedició amb Audubon a Nova Escòcia l'any 1834 i Audubon li va posar el nom en honor al seu company de viatge.

### Subespècies
Hi ha tres subespècies conegudes de sit de Lincoln. Tanmateix, alguns autors suggereixen que M. l. lincolnii i M. l. alticola s'hauria de considerar una subespècie a causa de la seva similitud morfològica.
- M. l. lincolnii (Audubon, 1834) des de nord-oest d'Alaska i centre i nord-est de Canada fins al nord dels USA; és generalment més gros, amb un color marró més vermellós o marró grisenc i menys vores grogues a les plomes dorsals.[2]
- M. l. gracilis (von Kittlitz, 1858) sud d'Alaska i oest de Canada; és més petit, amb les plomes dorsals més grogues i ratlles fosques més amples que formen majors contrastos en la coloració dorsal.[2] L'hàbitat de reproducció s'estén des del sud de l'arxipèlag d'Alaska fins al centre de la Colúmbia Britànica.[2]
- M. l. alticola (Miller i McCabe, 1935) oest d'USA; és la subespècie més grossa i de color més uniforme, amb un dors majoritàriament marró i ratlles estretes a les plomes dorsals.[2] Viu a les Muntanyes Rocoses centrals del Canadà i les muntanyes de Califòrnia i Oregon i es reprodueix fins al sud (Nou Mèxic i Arizona).[2]